# Natalie Spinell

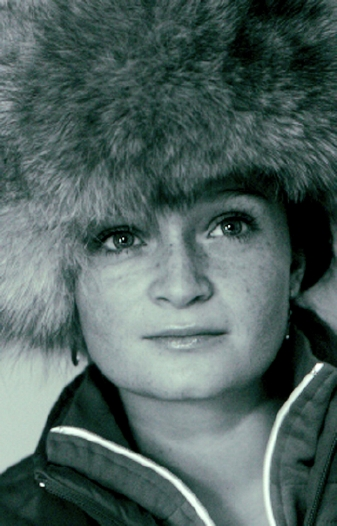
Natalie Spinell

Natalie Spinell (* 18. Juli 1982 in München) ist eine deutsche Schauspielerin, Regisseurin und Hörspielsprecherin.

## Leben
Natalie Spinell ist die Tochter einer tschechischen Mutter und eines italienischen Vaters. Neben Deutsch und Englisch spricht sie auch die tschechische Sprache.
Sie ist die Stieftochter des Schauspielers Rufus Beck und Stiefschwester der Schauspieler Sarah und Jonathan Beck.
Nach ihrem Abitur 2003 ging Natalie Spinell auf Weltreise. In den Folgejahren reiste sie unter anderem für zwei Monate durch Indien.
Im Jahr 2006 besuchte sie das Lee Strasberg Theatre Institute in New York.
Ab 2008 studierte sie Regie Kino- und Fernsehfilm an der Hochschule für Fernsehen und Film München, mit der Pilotfolge der Miniserie Servus Baby schloss sie 2017 das Studium mit dem Diplom ab. Die vierteilige Miniserie Servus Baby, die sie zusammen mit ihrem Mann Felix Hellmann entwickelte, wurde vom Bayerischen Fernsehen produziert und ein so großer Erfolg, dass 2020 eine zweite Staffel ins Programm genommen wurde.
Ihr schauspielerisches Talent wurde bereits im Alter von zwölf Jahren entdeckt, als sie 1995 in der Rolle der Harriet Haller in der Serie Katrin ist die Beste auftrat. Seitdem wirkte sie in diversen Filmen mit, unter anderem in den Serien Tatort, Ein Fall für zwei, Edel & Starck oder SOKO 5113.
Außerdem arbeitet sie auch hin und wieder an Produktionen der Hochschule für Fernsehen und Film München mit, so zum Beispiel in dem preisgekrönten Kurzfilm Waxwing. Einem größeren Publikum wurde sie durch ihre Rolle im Polizeiruf 110 bekannt, in dem sie Christine Bronski, die Tochter der Hauptkommissarin Jo Obermaier, darstellt.
Spinell schreibt zusammen mit ihrem Mann, dem Schauspieler Felix Hellmann, auch die Drehbücher der BR-Serie Servus Baby, deren erste Staffel 2018 zusammengenommen bundesweit über 5 Millionen Zuschauer hatte. Im Dezember 2022 wurde die dritte Staffel mit weiteren vier Folgen ausgestrahlt, sie hatte ihre Premiere auf den Hofer Filmtagen.

## Werke (Auswahl)

### Filmrollen
- 1997: Porträt eines Richters (Fernsehfilm)
- 1998: Liebling vergiss die Socken nicht! (Fernsehfilm)
- 1998: Waxwing (Kurzfilm)
- 2000: Der letzte Sommer (Fernsehfilm)
- 1999: S.O.S. Barracuda: Der Tod spielt Roulette (Fernsehfilm)
- 1999–2023 Tatort (Fernsehreihe)
  - 1999: Licht und Schatten (WDR)
  - 1999: Kinder der Gewalt (WDR)
  - 2001: Gewaltfieber (SWR)
  - 2023: Schutzmaßnahmen (WDR)
- 2000: Schule
- 2001–2007 Polizeiruf 110 (Fernsehreihe)
  - 2001: Gelobtes Land (BR)
  - 2001: Fluch der guten Tat (BR)
  - 2002: Um Kopf und Kragen (BR)
  - 2003: Pech und Schwefel (BR)
  - 2003: Tiefe Wunden (BR)
  - 2005: Die Prüfung (BR)
  - 2006: Mit anderen Augen (BR)
  - 2007: Jenseits (BR)
- 2001: Leo und Claire
- 2003: Natalie – Babystrich Ostblock (Fernsehfilm)
- 2003: Eiskalte Freunde (Fernsehfilm)
- 2003: Mit einem Rutsch ins Glück (Fernsehfilm)
- 2005: Scharf wie Chili (Fernsehfilm)
- 2005: Neun
- 2005: Acapulco (Kurzfilm)
- 2006: Der Komödienstadel
  - 2006: Der Prämienstier
  - 2007: Der Fischerkrieg vom Chiemsee
  - 2007: Links Rechts Gradaus
  - 2008: Die Weiberwallfahrt
- 2007: Marie (Kurzfilm)
- 2008: Frida finden (Kurzfilm)
- 2008: Höhere Gewalt
- 2015: Das Programm (2‑teiliger Fernsehfilm)

### Serienrollen
- 1996: Schwurgericht (1 Episode)
- 1997: Katrin ist die Beste (4 Episoden)
- 1999: Ein Fall für zwei – Tod eines Hackers
- 2001: Die Rettungsflieger – Explosiv
- 2002–2006: SOKO 5113 (2 Episoden)
- 2005: Ein Fall für zwei – Tödliche Verbindung
- 2005: Edel & Starck (6 Episoden)
- 2006: Siska – Stirb, damit ich glücklich bin
- 2007: Küstenwache – Haffpiraten
- 2008: Die Rosenheim-Cops – Mord auf der Weide
- 2024: Familie Anders: Mann Nummer 1

### Regie
- 2007: geküsst mit Jonathan und Sarah Beck
- 2008: Spielchen mit Alice Dwyer, Daniel Roesner und Michael Martin-Badier
- 2010: Viki Ficki mit Lisa Vicari, Karolina Porcari, Inaki Ugarte, Barbara Maria Messner und Eckhard Preuß
- 2018: Servus Baby (auch Drehbuch) mit Josephine Ehlert, Teresa Rizos, Genija Rykova und Xenia Tiling
- 2020: Servus Baby (auch Drehbuch), zweite Staffel, mit Josephine Ehlert, Teresa Rizos, Genija Rykova und Xenia Tiling
- 2022: Servus Baby (auch Drehbuch), dritte Staffel, mit Josephine Ehlert, Teresa Rizos, Genija Rykova und Xenia Tiling[3]

### Hörspiele
- 1998: Colin Finbow: Emilys Geist Bearbeitung und Regie: Andreas Weber-Schäfer, SWR
- 1998: Vladimir Nabokov: Lolita
- 2001: Pat O’Shea: Die Meute der Mórrígan
- 2002: Eva Ibbotson: Das Geheimnis der verborgenen Insel
- 2002: Edith Nesbit: Die Kinder von Arden (Elfrida) – Regie: Robert Schoen (Kinderhörspiel – SWR)
- 2003: Heiner Grenzland: Chat Lines – Sphex sucht Sunshine 17 – Regie: Heiner Grenzland (Hörspiel – DRL Berlin)
- 2003: Anne Chaplet: Caruso singt nicht mehr
- 2003: Charlotte Salomon: Ich nehme ein gelb. Ich nehme ein blau.
- 2004: Per Olov Enquist: Großvater und die Wölfe
- 2005: Lloyd Alexander: Taran und das Zauberschwert (Eilonwy) – Regie: Robert Schoen (Kinderhörspiel – SWR)
- 2005: Carlo Lucarelli: Laura di Rimini
- 2007: Kai Meyer: Die Alchemistin
- 2008: Karlheinz Koinegg: Scheherzad und der Brunnen der Geschichten
- 2009: Johanna Sinisalo: Glasauge
- 2009: Jiří Polák: Wer hat Angst vorm bösen Wolf
- 2010: Sophie Freud: Ein paar Gewissheiten bleiben
- 2010: Thomas Koch: Warlords  – Regie: Claudia Johanna Leist (Radio Tatort – WDR)
- 2011: Tana French: Grabesgrün – Regie: Martin Zykla (Hörspiel – WDR)
- 2012: Christoph Buggert: Domino – Regie: Walter Adler (Hörspiel – MDR/WDR)
- 2013: Karlheinz Koinegg: Robin, der Reimer – Regie: Angeli Backhausen (WDR)
- 2013: Marcel Beyer: Flughunde – Bearbeitung und Regie: Iris Drögekamp (Hörspiel – SWR)
- 2014: Michael Ende: Die unendliche Geschichte – Regie Petra Feldhoff (Hörspiel – WDR)
- 2015: Michael Gerard Bauer: Nennt mich nicht Ismael – Regie Nicole Paulsen (Hörspiel – SWR)
- 2015: Daniel Pennac: Malaussène-Trilogie – Regie Philippe Bruehl (Hörspiel – SWR)
- 2015: Publius Ovidius Naso: Orpheus und Eurydike – Liebe stärker als der Tod – Regie Nicole Paulsen (Hörspiel – WDR)
- 2017: Toby Ibbotson: Die Streng geheime Geisterschule – Regie Angeli Backhausen (Hörspiel – WDR)
- 2018: Bettina JanisRübezahl und die Prinzessin – Regie Claudia Johanna Leist (Hörspiel – WDR)
- 2021: Florian BeckerhoffNickel und Horn – Regie Claudia Johanna Leist (Hörspiel – WDR)
- 2021: Elena Ferrante: Die Napolitanische Saga – Regie Katja Langenbach und  Martin Heindel (Hörspiel – BR)

## Auszeichnungen
- 2019 Bayerischer Fernsehpreis (Nachwuchsförderpreis) für Servus Baby I Natalie Spinell
- 2011 Filmfest Dresden Goldener Reiter der Jury und Goldener Reiter des Publikums für Viki Ficki
- 2011 Internationales Festival der Filmhochschulen München Panther-Preis für Viki Ficki